# Parabezzia obscura
Parabezzia obscura är en tvåvingeart som beskrevs av Meillon och Wirth 1981. Parabezzia obscura ingår i släktet Parabezzia och familjen svidknott. Inga underarter finns listade i Catalogue of Life.